# I’m a Joker
I’m a Joker – singel gruzińskiego wokalisty Anriego Dżochadzego napisany przez Rusudana Czchaidzego i Bibiego Kwaczadzego, wydany w 2012 roku.
Utwór reprezentował Gruzję podczas 57. Konkursu Piosenki Eurowizji, wygrywając krajowe eliminacje zorganizowane 19 lutego 2012 roku, pokonując w nich 12 innych propozycji konkursowych.
24 maja singiel został wykonany jako pierwszy w kolejności w drugim półfinale konkursu i zdobył łącznie 36 punktów i zajął 14. miejsce, nie kwalifikując się do finału jako pierwsza gruzińska propozycja w historii startów kraju w imprezie. Podczas występu wokalista grał na perkusji i na pianinie.